# Campanya d'Atlanta
La campanya d'Atlanta van ser una sèrie de batalles en el teatre occidental de la Guerra Civil dels Estats Units esdevingudes a Geòrgia i, més concretament, en l'àrea al voltant d'Atlanta durant l'estiu de 1864, amb el resultat final de la caiguda final d'Atlanta i l'acceleració del final de la guerra civil americana. La ciutat va ser incendiada durant la campanya i en l'actualitat només es conserva un carrer de l'època. La resta és de l'era actual.

## Antecedents
La campanya d'Atlanta venia a continuació de la victòria de la Unió a la batalla de Chattanooga, al novembre de 1863. Chattanooga era coneguda com a l'"Entrada al Sud", i la seva captura obriria aquella porta. Després que Ulysses S. Grant fou promogut a general en cap de tots els Exèrcits de la Unió, va deixar el seu lloctinent favorit, en William T. Sherman, a càrrec dels Exèrcits de l'Oest. L'estratègia de Grant era aplicar pressió contra els Estats Confederats d'Amèrica, en diverses ofensives coordinades. Mentre ell, George G. Meade, Benjamin Franklin Butler, Franz Sigel, George Crook, i William W. Averell avançaven a Virgínia contra Robert E. Lee, Nathaniel Banks provaria de capturar Mobile (ciutat d'Alabama). A Sherman li fou assignada la missió de derrotar l'Exèrcit de Johnston, capturar Atlanta i colpejar a través de Geòrgia el cor mateix de la Confederació.

## Exèrcit de la Unió
Al principi de la campanya les forces de Sherman, o sigui la Divisió Militar del Mississipi eren formades per tres exèrcits: l'Exèrcit de Tennessee, dirigit pel major general James B. McPherson (l'exèrcit que comandava Shermant a les ordres de Grant), l'Exèrcit d'Ohio, comandada pel major general John M. Schofield, i l'Exèrcit de Cumberland, encapçalat pel major general George H. Thomas. Quan McPherson fou mort durant la Batalla d'Atlanta, el seu lloc va ser ocupat pel major general Oliver O. Howard. Les forces de la Unió sumaven uns 112.000 homes.

## Exèrcit de la Confederació
El contendent de les tropes de Sherman era l'Exèrcit Confederat de Tennessee, que hauria d'haver estat comandat pel general Joseph Eggleston Johnston. Però aquest fou rellevat a mitja campanya pel general John Bell Hood. Les forces dels confederats voltaven els 50.000 homes.
Johnston era un general conservador, amb reputació de retirar el seu exèrcit abans no es produís un contacte seriós. Aquesta fou, certament, la seva pauta en la Campanya de la Península, el 1862. Però a Geòrgia es va haver d'enfrontar a una confrontació més agressiva amb Sherman. L'exèrcit de Johnston prengué repetidament, en la campanya, posicions defensives fortament arrelades. Sherman, prudentment, evitava atacs suïcides frontals contra moltes d'aquestes posicions i, en lloc d'això, maniobrava en marxes pels flancs, al voltant de les defenses, tot avançant des de Chattanooga vers Atlanta. Quan Sherman flanquejava les línies defensives (la qual cosa succeïa gairebé sempre pel flanc esquerre de Johnston), aquest es retirava a una altra posició preparada. Ambdós exèrcits tragueren profit del ferrocarril i de les línies de subministrament, amb Johnston escurçant les seves línies a mesura que s'apropava a Atlanta, i Sherman allargant les pròpies.